# Theodore Marston
Pour les articles homonymes, voir Marston et Marston (homonymie).
Theodore Marston, né le 10 août 1868 au Minnesota (États-Unis) et mort le 2 octobre 1920 à Los Angeles (États-Unis), est un réalisateur et scénariste américain de l'époque du cinéma muet.

## Filmographie
- 1910 : Jane Eyre
- 1910 : The Winter's Tale (coréalisé avec Barry O'Neil)
- 1910 : John Halifax, Gentleman
- 1910 : Looking Forward
- 1910 : The Vicar of Wakefield
- 1911 : Silas Marner (it) (à confirmer)
- 1911 : Lorna Doone
- 1911 : The Pied Piper of Hamelin
- 1911 : David Copperfield
- 1911 : The Last of the Mohicans (it)
- 1912 : East Lynne (it)
- 1912 : Put Yourself in His Place (it)
- 1912 : The Forest Rose
- 1912 : Aurora Floyd (it)
- 1913 : Robin Hood
- 1913 : The Rivals
- 1914 : A Pair of Frauds
- 1914 : Mrs. Maloney's Fortune
- 1914 : Her Husband
- 1914 : The Silver Snuff Box
- 1914 : The Battle of the Weak
- 1914 : The Vanity Case
- 1914 : The Antique Engagement Ring
- 1914 : Dorothy Danesbridge, Militant
- 1914 : Miss Raffles
- 1914 : The Crime of Cain
- 1914 : The Passing of Diana
- 1914 : Two Stepchildren
- 1914 : The Toll
- 1914 : The False and the True
- 1914 : The Soul of Luigi
- 1914 : The Apple
- 1914 : The Greater Motive
- 1914 : The Wheat and the Tares
- 1914 : The Unwritten Play
- 1914 : A Double Error
- 1914 : Regan's Daughter
- 1914 : The Love of Pierre Larosse
- 1914 : Within an Ace
- 1914 : Netty or Letty
- 1914 : Saved from a Life of Crime
- 1914 : The Greater Love
- 1915 : Mother's Roses
- 1915 : The Man, the Mission and the Maid
- 1915 : The Wheels of Justice
- 1915 : A Madcap Adventure
- 1915 : Twice Rescued
- 1915 : The Battle of Frenchman's Run
- 1915 : A Wireless Rescue
- 1915 : A Fortune Hunter
- 1915 : Easy Money
- 1915 : Pawns of Mars
- 1915 : In the Days of Famine
- 1915 : Four Grains of Rice
- 1915 : The Wardrobe Woman
- 1915 : Mortmain
- 1915 : From Out of the Big Snows
- 1915 : The Plague Spot
- 1915 : The Third Party
- 1915 : The Cave Man
- 1915 : Wasted Lives
- 1915 : The Thirteenth Girl
- 1916 : The Secret Kingdom
- 1916 : The Surprises of an Empty Hotel
- 1916 : Beaned by a Beanshooter
- 1916 : Miss Warren's Brother
- 1916 : Out of the Quagmire
- 1916 : The Dawn of Freedom
- 1917 : The Seven Deadly Sins
- 1917 : Greed
- 1917 : Sloth
- 1917 : Wrath
- 1917 : The Seventh Sin
- 1917 : The Raggedy Queen
- 1917 : The Girl by the Roadside
- 1918 : Beyond the Law
- 1919 : The Black Gate